# Mamillisphaeria dimorphospora
Mamillisphaeria dimorphospora är en svampart som beskrevs av K.D. Hyde, S.W. Wong & E.B.G. Jones 1996. Mamillisphaeria dimorphospora ingår i släktet Mamillisphaeria och familjen Massariaceae.   Inga underarter finns listade i Catalogue of Life.